# Cinema Sil Plaz

Das Cinema Sil Plaz ist ein Veranstaltungsort im bündnerischen Ilanz in der Schweiz. Das Gebäude, eine ehemalige Schmiede, wurde 2010 nach den Plänen der Ilanzer Architekten Capaul & Blumenthal zum Veranstaltungsort  umgebaut.

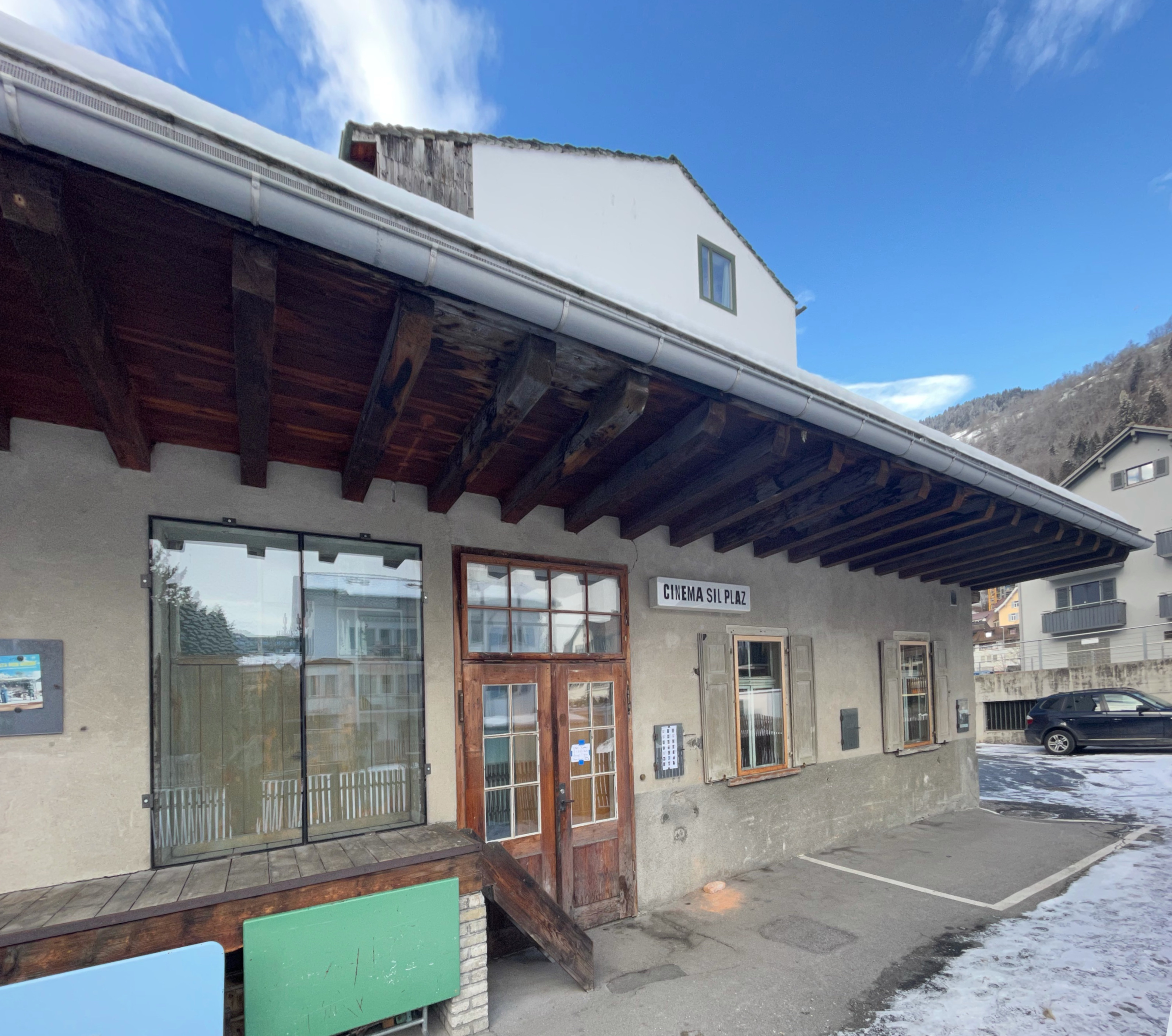
Eingang zum Kino

## Architektur und Geschichte
Im hinteren Teil des Hauses Vieli im Zentrum von llanz in der Via Centrala 2 ist der Filmclub untergebracht. Er veranstaltet seit dem Umbau Konzerte, lädt zu Lesungen oder Theaterabenden ein und schuf so ein Kulturzentrum für die Region. Der Bar- und Bühnenraum ist auf das Nötigste beschränkt, rohe Eisentore führen zu den Toiletten und den Projektorenraum. Archaisch ist der Kinoraum mit Stampflehmwänden, Lehmdecke und Lehmboden ausgebildet.
Neben dem Filmclub llanz wurde dieses sozialkulturelle Projekt auch von Datuma AG unterstützt.

## Auszeichnungen und Preise
- 2010: Hase in Gold für Capaul & Blumenthal[3][4]
- 2011: Philippe Rotthier European Prize for Architecture für Capaul & Blumenthal[5]
- 2013: Auszeichnung für gute Bauten Graubünden für Capaul & Blumenthal[6]
- 2013: arc-award in der Kategorie Gastro, Freizeit und Kulturbauten Umbau für  Capaul & Blumenthal[7]
- 2013: Anerkennung - Constructive Alps für  Capaul & Blumenthal

## Veranstaltungen (Auswahl)
- 2013: Peter Zumthor, Ein Gespräch
- 2014: Valerio Olgiati, Ein Gespräch mit Karin Müller
- 2014: Es lebe der Widerstand, Luigi Snozzi
- 2015: Gion A. Caminada – Der Berg und die Stadt, Architektur im Widerstreit von Politik, Tourismus und persönlicher Erfahrung Gion A. Caminada im Gespräch mit Tom Schoper
- 2015: Graubünden im Umbruch, Referat und Diskussion mit Daniel A. Walser
- 2015: Doppel Konzert mit Musikerinnen der TalentSchule.Surselva, Andrea Deplazes, Paula Cadonau und Zoe Casparis und Pascal Gamboni, Cha da Fö und Astrid Alexandre
- 2018: Ein Architekturgespräch, Armando Ruinelli und Leza Dosch
- 2018: Ein Gespräch mit Gion A. Caminada, Bernardo Bader und Christine Seghezzi
- 2021: Patrick Thurston und Jürg Conzett über das Werk von Alvar Aalto